# Due imbroglioni e... mezzo! (miniserie televisiva)
Due imbroglioni e... mezzo! (anche nota come Due imbroglioni e... mezzo! 2)  è una miniserie televisiva italiana del 2010 che fa da seguito all'omonimo film TV del 2007. Diretta da Franco Amurri per Canale 5, la miniserie è interpretata da Claudio Bisio e Sabrina Ferilli, è andata in onda in 4 puntate dal 26 febbraio al 12 marzo 2010.

## Puntate
| nº | Titolo                                   | Data             | Telespettatori | Share  |
| -- | ---------------------------------------- | ---------------- | -------------- | ------ |
| 1  | La nave dei truffati                     | 26 febbraio 2010 | 4.442.000      | 18,46% |
| 2  | Specialità della casa: spigola al bidone | 4 marzo 2010     | 3.826.000      | 15,48% |
| 3  | Alla ricerca della classe perduta        | 5 marzo 2010     | 4.664.000      | 17,23% |
| 4  | Il riscatto degli imbroglioni            | 12 marzo 2010    | 4.445.000      | 17,42% |

### La nave dei truffati
Gina e Lello devono partire per una crociera, dove vogliono mettere in atto una truffa al casinò, ma si ritrovano a occuparsi di Nino e avranno ancora a che fare con il commissario Di Mauro. Ma oltre alla truffa Gina e Lello finiscono per essere coinvolti in un furto di diamanti e in altre avventure.

### Specialità della casa: Spigola al bidone
Gina e Lello, costretti dagli eventi a occuparsi del piccolo Nino, cercano di imbrogliare due clienti del ristorante di Marco e Brigitte, ma scelgono la vittima sbagliata, mettendosi nei guai con dei delinquenti. Nino, che ha persino rischiato di finire in una casa-famiglia a causa di Serena Di Mauro, la figlia del commissario che lavora come assistente sociale, che aveva scoperto che Gina e Lello sono dei truffatori e per questo li ritiene inaffidabili per occuparsi del bambino, ma alla fine si convince grazie all'affetto dimostrato che provano i tre l'uno per l'altro a lasciare loro la custodia del bambino fino al ritorno dei genitori. Lello tenta di truffare fingendosi un assessore del comune una ricca signora innamoratasi di lui. Nel frattempo, il commissario Di Mauro è sulle loro tracce. Entrambe le truffe riescono ma purtroppo a causa Di Mauro che in maniera ossessiva cerca di arrestare i due imbroglioni Nino è forzato dagli eventi per salvarli a restituire i soldi alla signora della villa lasciando impossibilitato il commissario a lasciar perdere momentaneamente i due. Alla fine di tutto Gina e Lello insieme a Nino riescono a conservare a malapena i soldi della truffa fatta ai criminali festeggiando la discreta vittoria in una tavola calda.

### Alla ricerca della classe perduta
Gina e Lello accompagnano Nino in una gita a un museo romano. Gina incontra una sua ex fiamma, Max, che coinvolge lei e Lello nel furto di un'opera d'arte. Nel frattempo Nino fa amicizia con il figlio della direttrice del museo. Il furto salta, ma Max ha l'infelice idea di rapire il figlio della direttrice pur di ottenere il dipinto. Gina e Lello vengono in seguito arrestati da Di Mauro che durante una perquisizione nella stanza del loro Hotel trova il quadro falso che dovevano sostituire alla festa convinto che sia quello vero. Il figlio della direttrice viene in seguito ritrovato grazie a uno speciale dispositivo che Nino aveva ricevuto dal bambino e quando la donna viene a sapere dell'arresto ingiusto di Gina e Lello presentatasi al commissariato rivela la sua complicità nel furto e la falsità del dipinto che era stato trovato in camera dei due imbroglioni riuscendo a farli scagionare dall'accusa del furto del quadro venendo arrestata per la sua forzata complicità nel furto tuttavia Santoro rivela che se venisse recuperato il quadro la donna essendo stata forzata a rubare il quadro per salvare il figlio verrebbe rilasciata. Gina, Lello e Nino arrabbiati con Max aver per messo la direttrice nei guai e con il rischio che il figlio della direttrice finisca in casa famiglia decidono di fargliela pagare. Stanato il rifugio di Max riescono non solo a recuperare il quadro e sostituirlo con il falso che avevano ma anche a impossessarsi dei soldi che Max aveva ricevuto per il quadro rubato. Quando l'acquirente di Max scopre la falsità del quadro crede che Max abbia cercato di imbrogliarlo e quindi quando Max non vuole restituirgli i soldi che a sua insaputa gli sono stati sottratti dai due imbroglioni fugge inseguito dall'acquirente che lo insegue infuriato sparandogli vanamente. Il quadro viene fatto ritrovare dagli imbroglioni che riescono a scagionare la direttrice e riunirla col figlio mentre Max giunto in aeroporto per fuggire a Rio De Janeiro in Brasile scopre solo in quel momento di essere stato fregato da Gina e Lello che nel frattempo festeggiano la loro vittoria non solo per aver avuto la loro vendetta su Max ma anche di essersi impossessati dei soldi di Max progettando di usarli per andarsene nei Caraibi.

### Il riscatto degli imbroglioni
Gina e Lello sembrano essere sul punto di liberarsi di Nino, visto che i genitori stanno per tornare dall'Africa. I tre si ritrovano però nel deserto in cerca di Marco e Brigitte prigionieri di alcuni "rapitori". Il commissario Sergio Di Mauro e Santoro non demordono. In realtà è tutto un imbroglio poiché i rapitori sono dei truffatori dilettanti che hanno trattenuto Marco e Brigette con varie scuse per far credere a Gina e Lello che li avevano sequestrati per ottenere i soldi ma all'ultimo i truffatori vengono ingannati da Nino che sostituisce i soldi veri con quelli falsi del gioco del Monopoly mentre i truffatori si accorgono solo troppo tardi del raggiro. Seppur tutto sia finito bene poiché Marco e Brigitte si sono riappacificati durante il periodo in Africa e sono tornati insieme Di Mauro e Santoro vogliono comunque arrestare Gina e Lello utilizzando i soldi che i due avevano rubato a Max come proventi del quadro rubato. Pur di evitare la prigione i due imbroglioni cedono i soldi a una scuola per ristrutturarla lasciando così il commissario con un pugno di mosche rimanendo impossibilitato ad arrestarli. Seppur abbiano perduto i soldi Gina e Lello vengono festeggiati e ringraziati dai bambini della scuola e la scuola viene dedicata a loro riconosciuti come due benefattori italiani.

## Produzione
La maggior parte delle riprese sono state effettuate a Salerno e nella vicina costiera amalfitana. Il set del primo episodio è la nave MSC Fantasia della MSC Crociere. Il terzo episodio è ambientato prevalentemente a Roma, mentre il quarto in Tunisia.